# غاري فيسكونتي
غاري فيسكونتي (بالإنجليزية: Gary Visconti)‏ هو مدرب تزلج فني ‏ أمريكي، ولد في 10 مايو 1945 في ديترويت في الولايات المتحدة.

## وصلات خارجية
- غاري فيسكونتي على موقع أوليمبيديا (الإنجليزية)